# 媒體審判
媒體審判（英文：Trial by media）是一個在20世紀末和21世紀初流行起來的短語。它用於描述电视或报纸在法院判決之前或之後報導相關案件偏向於有罪或無罪的感知性定論，這將廣泛影響到涉事个人的声誉。

## 词源和早期使用
媒體審判最早來源於ITV電視臺於1967年2月3日播出的由大衛·弗羅斯特主持的《The Frost Programme》電視節目，這集節目一經播出即被稱爲「電視審判」（Trial by Television）。弗羅斯特與保險詐騙犯埃米爾·薩文德拉的對峙和採訪中提出的個人對抗性質的質詢，導致ITV 高管擔心這可能會影響薩文德拉的公正審判權。

## 描述
在公開程度高的法院案件中，媒體經常被指控煽動公衆情緒致使處於類似於暴民私刑的歇斯底里的氣氛中，這不僅使得審判可能無法以一種公正的視角進行，而且也意味著無論審判的結果如何，被告都可能將在非議中度過餘生。此外，即使被告遭到媒體審判的傷害，要求其披露報導中的信息來源時，也可能以「信息來源的機密性」爲理由受到拒絕，這也阻礙證明自身清白的一個因素。 
另一種於上述相反的觀點是：因從眾效應而來的輿論是獨立於媒體的存在，媒體只是在表達公眾已經擁有的觀點。
媒體審判並不包括利用國家控制的新聞媒體將政治異見者定為罪犯的行爲。不過，一般來說，它適用於一個人的名譽受到非政治性出版物影響的所有場合。

## 延伸閱讀
- 药家鑫案
- 2006年意大利足球醜聞
- 阿曼達·諾克斯
- 媒體馬戲團
- 神明裁判
- 獵巫

## 外部鏈接
- 對媒體審判的譴責 （页面存档备份，存于）。印度安得拉邦高等法院判決的全文。